# Argyrolobium pedunculare
Argyrolobium pedunculare är en ärtväxtart som beskrevs av George Bentham. Argyrolobium pedunculare ingår i släktet Argyrolobium och familjen ärtväxter. Inga underarter finns listade i Catalogue of Life.